# Wetten van Steno

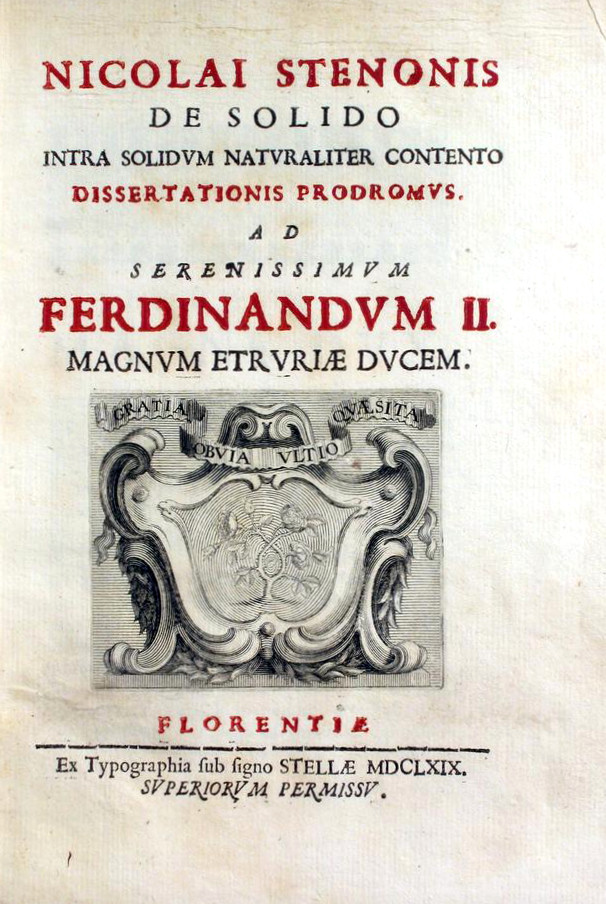
De solido intra solidum naturaliter contento dissertationis prodromus, 1669

De wetten van Steno of principes van Steno zijn fundamentele principes voor de relatieve datering van gesteentelagen, die in 1669 voor het eerst werden beschreven door de Deense natuurvorser Nicolaus Steno (1638-1686) in zijn Dissertationis prodromus. Deze principes staan aan de basis van de stratigrafie, de leer van gesteentelagen en geologische tijd. De principes van Steno zijn:
- De wet van superpositie: jongere lagen liggen over oudere.
- Het principe van oorspronkelijke horizontaliteit: gesteentelagen werden oorspronkelijk horizontaal afgezet.
- Het principe van laterale continuïteit: gesteentelagen lopen in alle richtingen evenwijdig aan de gelaagdheid door.

Steno baseerde zich waarschijnlijk ten dele op ideeën van Leonardo da Vinci. Met tijdgenoten als Robert Hooke en John Woodward stond Steno aan de basis van het inzicht dat gesteentelagen aanwijzingen bevatten over de omstandigheden waarin ze werden afgezet. De drie principes werden later door James Hutton en Charles Lyell overgenomen. De laatste beschreef zeven principes voor relatieve datering in zijn Principles of Geology (1830), waaronder de principes van Steno.
Steno heeft nog een wet over de kristalstructuur gevonden, die ook naar hem is genoemd: de wet van Steno.
De drie eerste principes vormen de basis van de stratigrafie. Hoewel er op elk van de drie principes uitzonderingen bestaan, zijn die te verklaren als ofwel kleinschalige verschijnselen of als gevolg van grootschalige tektonische krachten. Er geldt voor fossielen een principe, dat in lijn met de drie wetten van Steno ligt, het principe van fossielopeenvolging.